# Auckland Grammar School

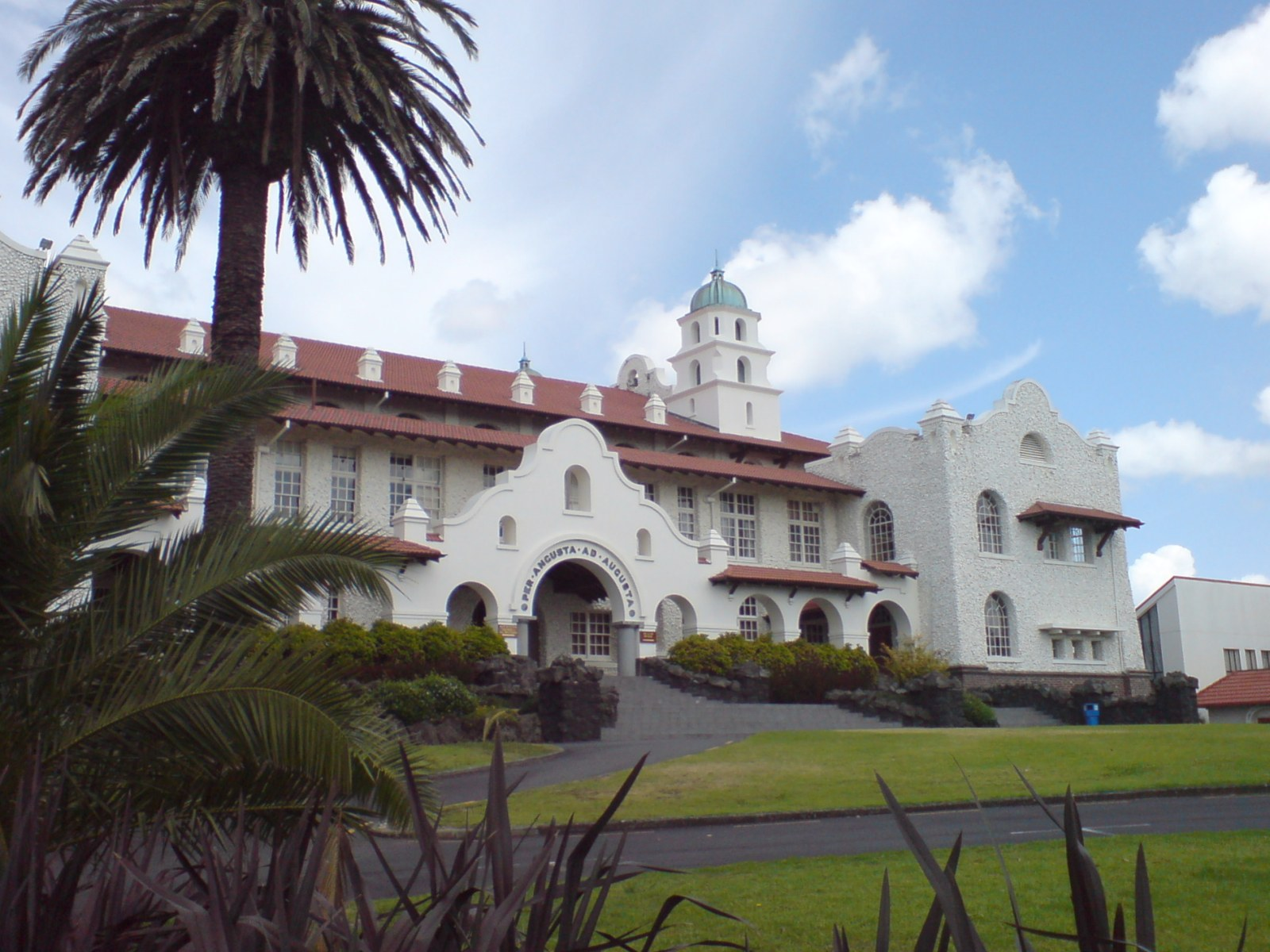
Auckland Grammar School

Auckland Grammar School je chlapecká státní druhostupňová škola v Aucklandu na Novém Zélandu pro děti od 9 do 13 let. Jde o jednu z největších škol v zemi. Byla založena již v roce 1868. Mottem školy je Ad augusta per angusta! (Přes obtíže ke slávě!).